# Montezuma County
Das Montezuma County ist ein County im Bundesstaat Colorado und gehört zu den Four Corners. Der Verwaltungssitz (County Seat) ist Cortez.

## Geographie
Das County im äußersten Südwesten von Colorado, grenzt im Süden an New Mexico, im Westen an Utah und hat eine Fläche von 5284 Quadratkilometern. Davon sind 9 Quadratkilometer Wasserfläche, größter See im County ist das McPhee Reservoir. Das County grenzt im Uhrzeigersinn an folgende Countys: Dolores County, La Plata County, San Juan County (New Mexico) und San Juan County (Utah).
Im Montezuma County befindet sich auch der Mesa-Verde-Nationalpark, der viele archäologische Stätten beinhaltet. Der Nationalpark wurde im Jahr 1978 als UNESCO-Welterbe anerkannt. Neben dem Yellowstone-Nationalpark gehörte er somit zum ersten Welterbe in den Vereinigten Staaten. Das County ist auch bekannt für Navajo-Nation, das größte Indianerreservat in den Vereinigten Staaten.

## Geschichte
Montezuma County ist seit ungefähr 600 besiedelt und hatte um 1100 eine geschätzte Bevölkerung von 100.000, vier Mal seine gegenwärtige Bevölkerung. Zwischen 1200 und 1300 mussten jedoch die meisten Siedlungen verlassen werden, und das Gebiet wurde von Nomaden bewohnt, bis eine erneute Besiedlung um 1870 auftrat. Gegründet wurde das Montezuma County im April 1889 aus dem westlichen Teil von La Plata County.

## Demografische Daten

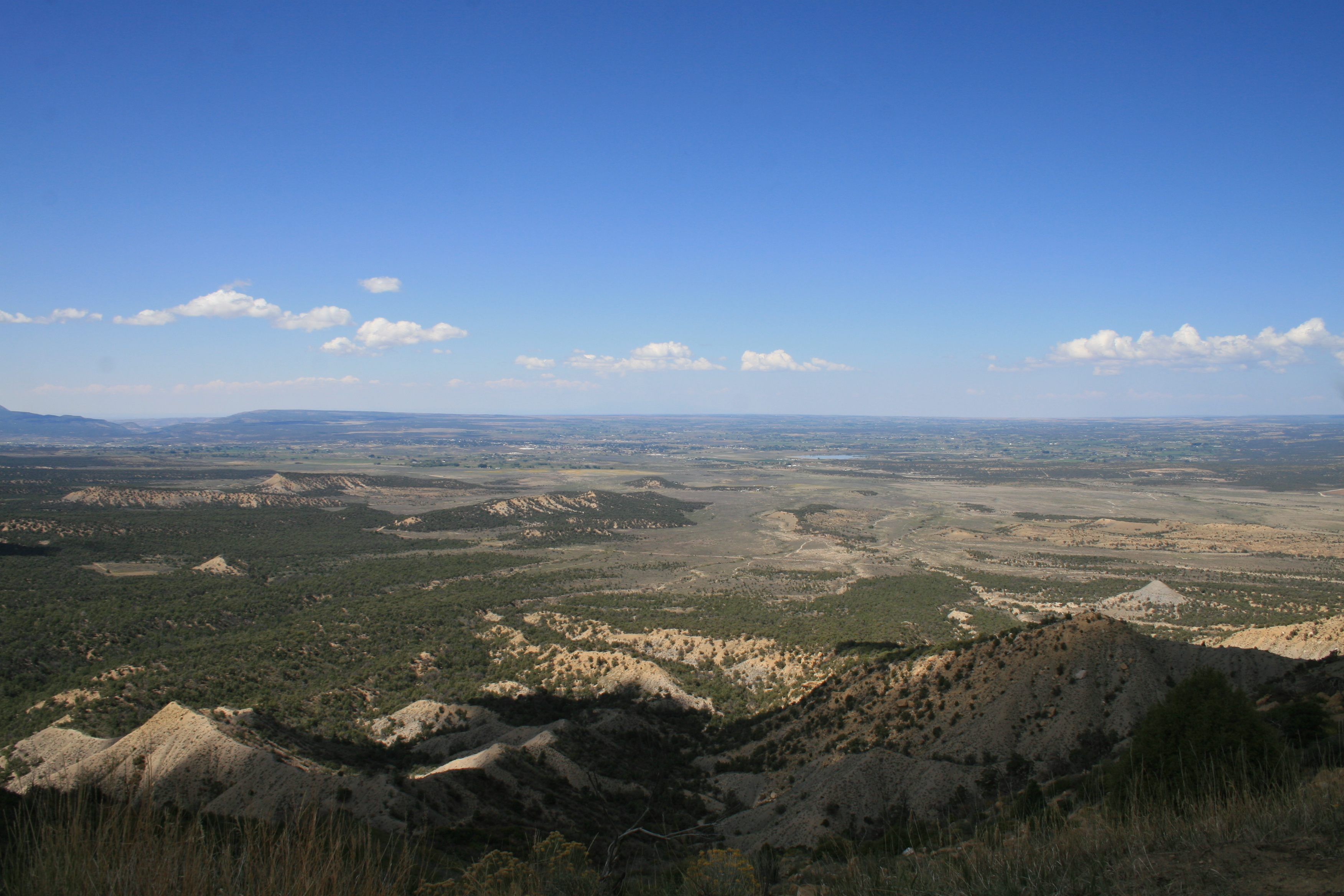
Das Montezuma Valley im Mesa Verde National Park

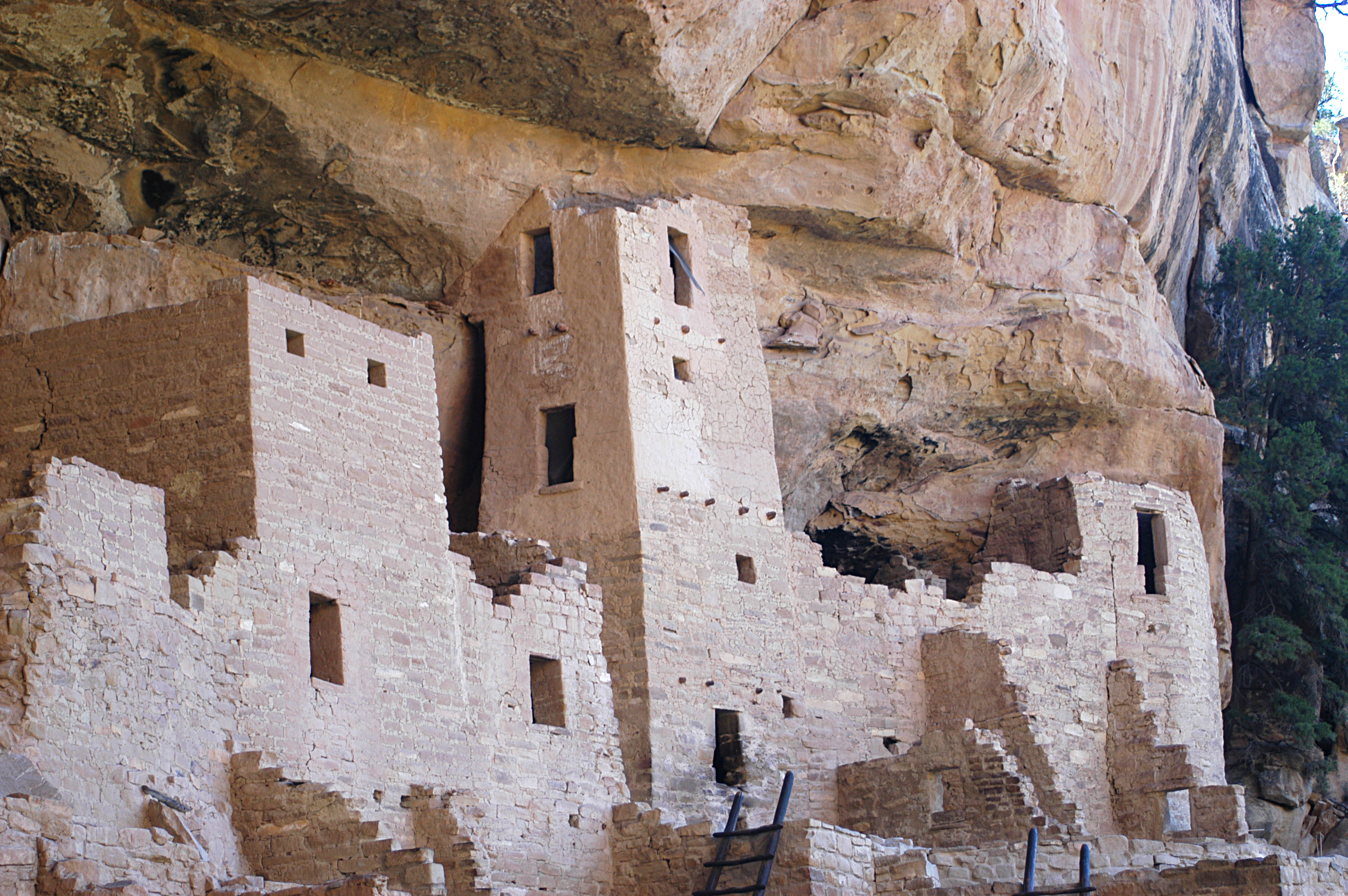
Cliff Palace

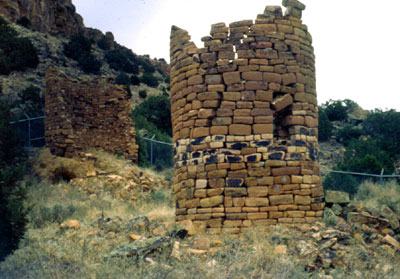
Steinturm in den Canyons of the Ancients

Nach der Volkszählung im Jahr 2000 lebten im County 23.830 Menschen. Es gab 9201 Haushalte und 6514 Familien. Die Bevölkerungsdichte betrug 5 Einwohner pro Quadratkilometer. Ethnisch betrachtet setzte sich die Bevölkerung zusammen aus 81,72 Prozent Weißen, 0,14 Prozent Afroamerikanern, 11,23 Prozent amerikanischen Ureinwohnern, 0,20 Prozent Asiaten, 0,06 Prozent Bewohnern aus dem pazifischen Inselraum und 4,26 Prozent aus anderen ethnischen Gruppen; 2,38 Prozent stammten von zwei oder mehr Ethnien ab. 9,50 Prozent der Gesamtbevölkerung waren spanischer oder lateinamerikanischer Abstammung.
Von den 9201 Haushalten hatten 33,3 Prozent Kinder und Jugendliche unter 18 Jahre, die bei ihnen lebten. 56,4 Prozent waren verheiratete, zusammenlebende Paare, 10,6 Prozent waren allein erziehende Mütter. 29,2 Prozent waren keine Familien. 24,6 Prozent waren Singlehaushalte und in 9,3 Prozent lebten Menschen im Alter von 65 Jahren oder darüber. Die Durchschnittshaushaltsgröße betrug 2,54 und die durchschnittliche Familiengröße lag bei 3,04 Personen.
Auf das gesamte County bezogen setzte sich die Bevölkerung zusammen aus 27,5 Prozent Einwohnern unter 18 Jahren, 7,1 Prozent zwischen 18 und 24 Jahren, 26,3 Prozent zwischen 25 und 44 Jahren, 25,3 Prozent zwischen 45 und 64 Jahren und 13,8 Prozent waren 65 Jahre alt oder darüber. Das Durchschnittsalter betrug 38 Jahre. Auf 100 weibliche Personen kamen 96,7 männliche Personen, auf 100 Frauen im Alter ab 18 Jahren kamen statistisch 92,2 Männer.
Das jährliche Durchschnittseinkommen eines Haushalts betrug 32.083 USD, das Durchschnittseinkommen der Familien betrug 38.071 USD. Männer hatten ein Durchschnittseinkommen von 30.666 USD, Frauen 21.181 USD. Das Prokopfeinkommen betrug 17.003 USD. 16,4 Prozent der Bevölkerung und 13,1 Prozent der Familien lebten unterhalb der Armutsgrenze. Darunter waren 23,2 Prozent der Bevölkerung unter 18 Jahren und 14,4 Prozent der Einwohner ab 65 Jahren.

## Sehenswürdigkeiten

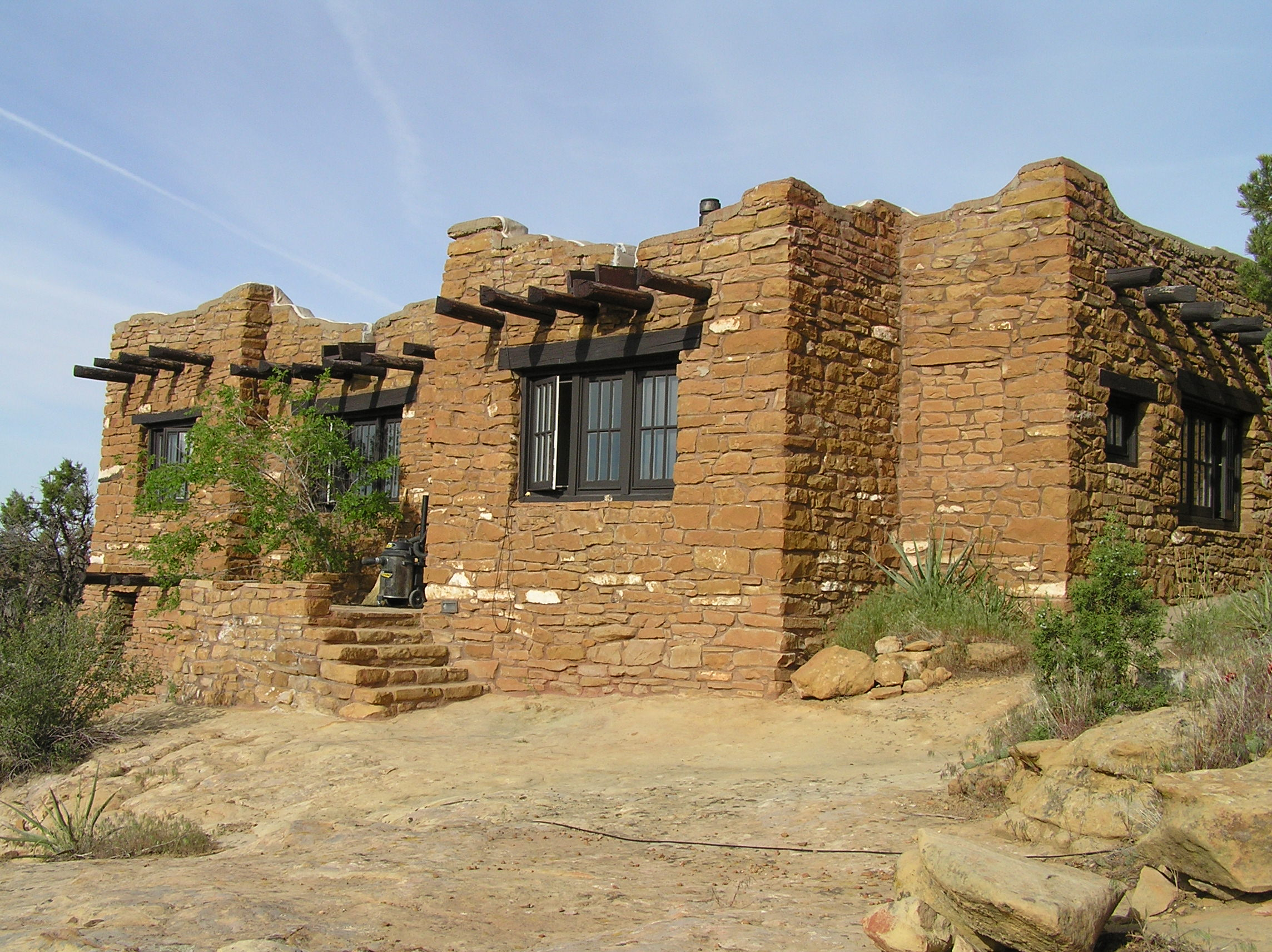
Residenz des obersten Parkaufsehers im Mesa Verde Administrative District (vor 2010). Gemeinsam mit fünf anderen Gebäuden der Parkverwaltung, die in den 1920er Jahren im Stile des Pueblo Revival errichtet wurden, erhielt die Residenz als ein Historic District den Status eines National Historic Landmarks zuerkannt.

36 Bauwerke, Stätten und historische Bezirke (Historic Districts) im Montezuma County sind im National Register of Historic Places („Nationales Verzeichnis historischer Orte“; NRHP) eingetragen (Stand 13. September 2022), wobei das Lowry Pueblo im Canyons of the Ancients National Monument und der Mesa Verde Administrative District den Status von National Historic Landmarks („Nationale historische Wahrzeichen“) haben.

## Orte im Montezuma County
- Arriola
- Cortez
- Dolores
- Golconda
- Lebanon
- Lewis
- Mancos
- Mariano
- Millwood
- Pleasant View
- Roundup Junction
- Stapleton
- Stoner
- Towaoc
- Yellow Jacket